# Васдов
Васдов (нем. Wasdow) — коммуна в Германии, в земле Мекленбург-Передняя Померания.
Входит в состав района Гюстров. Подчиняется управлению Гнойен. Население составляет 403 человек (2009); в 2003 г. - 443. Занимает площадь 26,06 км². Официальный код  —  13 0 53 095.
Впервые упоминается в документах середины 14 века.